# Bundesdelegiertenkonferenz von Bündnis 90/Die Grünen 1998 in Magdeburg
Die 10. ordentliche Bundesdelegiertenkonferenz von Bündnis 90/Die Grünen 1998 in Magdeburg fand vom 6. bis 8. März statt. Auf dieser Bundesdelegiertenkonferenz (BDK) wurde das Wahlprogramm von Bündnis 90/Die Grünen für die Bundestagswahl 1998 beschlossen. Für ein großes Medienecho sorgte der sogenannte „Fünf-Mark-Beschluss“. Mit diesem Beschluss forderten die Grünen, der Preis für einen Liter Benzin müsse schrittweise auf 5 DM angehoben werden.  Ebenfalls stark beachtet wurde die Ablehnung einer Verlängerung des SFOR-Mandates der Bundeswehr (GECONSFOR) in Bosnien-Herzegowina. Aufgrund dieser Entscheidungen wurde die Regierungsfähigkeit der Partei in Zweifel gezogen.

## Ausgangslage

### Die Situation der Partei 1998
Nachdem die westdeutschen Grünen bei der Bundestagswahl 1990 an der Fünf-Prozent-Hürde gescheitert waren, kam es zu einer Restrukturierung der Partei und zu einer programmatischen Neuausrichtung. In diesem Prozess verließen 1990/91 die sogenannten Fundis und große Teile des linken Flügels die Partei. Der Auszug des linken und radikalökologischen Flügels sowie die Fusionen mit der Grünen Partei in der DDR 1990 und mit dem Bündnis 90 1993 beschleunigte wiederum die realpolitische Neuorientierung der Partei.
Die 10. ordentliche Bundesdelegiertenversammlung fand im Vorfeld der Bundestagswahl 1998 in Magdeburg statt. Von April 1991 bis März 1998 hatte die Partei bei fast allen Wahlen Gewinne erzielen können. Bei der Bundestagswahl 1994 erreichte Bündnis 90/Die Grünen 7,3 Prozent der Stimmen und überholte erstmals die FDP als drittstärkste Kraft im Parlament. Zum Zeitpunkt der Bundesdelegiertenkonferenz in Magdeburg war die Partei an fünf rot-grünen Landesregierungen in Hessen, Sachsen-Anhalt, Nordrhein-Westfalen, Schleswig-Holstein und Hamburg beteiligt. Bis zum Ende des Jahres 1997 bewegte sich der Stimmenanteil der Partei in Westdeutschland zwischen zehn und zwölf, in Ostdeutschland zwischen sechs und acht Prozentpunkten. Erst eine Woche vor dem Magdeburger Parteitag endete dieser Trend mit der Landtagswahl in Niedersachsen, bei der Bündnis 90/Die Grünen 0,4 Prozentpunkte verloren, während die SPD unter Gerhard Schröder die absolute Mehrheit errang.

### Das Konzept einer ökologischen Steuerreform
Das zentrale umweltpolitische Projekt der Grünen im Wahlkampf 1998 war die ökologische Steuerreform. Die Grundidee war die Internalisierung externer Kosten und damit die Verwirklichung von Kostenwahrheit nach dem Verursacherprinzip. Das Deutsche Institut für Wirtschaftsforschung (DIW) hatte 1994 eine Studie vorgelegt, die bei einer kontinuierlich steigenden Energiesteuer bei gleichzeitiger Reduzierung der Sozialversicherungsbeiträge ein deutlicher Rückgang sowohl der Arbeitslosigkeit als auch der Umweltbelastung prognostizierte. An diese Studie schloss das Konzept von Bündnis 90/Die Grünen an. Wie die Grünen forderten 1998 auch die SPD und die PDS eine ökologische Steuerreform, CDU und CSU wollten sich für eine höhere Energiebesteuerung im europäischen Rahmen einsetzen.
Das Wahlprogramm widmete dem Benzinpreis zwei Seiten und begründete die Forderung ausführlich. Betont wurde, dass der tatsächliche Benzinpreis keine ökologische Kostenwahrheit widerspiegle. Wahre Preise nach dem Verursacherprinzip seien aber nötig, um wirtschaftlich effiziente Lösungen zu finden, den Verkehr zu begrenzen und Umweltbelastungen zu minimieren. Deshalb müsse insbesondere der Straßenverkehr sämtliche Folgekosten, z. B. für Infrastruktur, Umwelt- und Gebäudeschäden, selbst tragen.
Dieses Ziel sollte durch eine umweltorientierte Steuerpolitik im Verkehrsbereich erreicht werden. Die Kraftfahrzeugsteuer sollte dagegen abgeschafft werden, da diese nicht dem Verursacherprinzip entspreche und keinen Lenkungscharakter habe. Gleichzeitig war eine Senkung der Sozialversicherungsbeiträge um insgesamt sechs Prozentpunkte innerhalb von zehn Jahren vorgesehen, die zur Hälfte den Arbeitgebern und zur Hälfte den Arbeitnehmern zugutegekommen wäre.
Konkret sollte mit der Steuerreform ein deutlicher Umstiegseffekt auf andere Verkehrsmittel erreicht werden. Der öffentliche Personennahverkehr sollte gefördert und attraktiver werden. Insbesondere sollte die Markteinführung des technisch bereits realisierbaren 3-Liter-Autos beschleunigt und ein Anreiz geschaffen werden, Fahrzeuge mit geringem Kraftstoffverbrauch sowie niedrigen Abgasemissionen zu kaufen. Nach den Vorstellungen der Grünen bot die Steuerreform die Gelegenheit, eine innovative Automobilindustrie zu fördern und somit zukunftsfähige Arbeitsplätze zu schaffen. Ein Investitionsprogramm für den Bahnausbau und für die Anschaffung moderner Schienenfahrzeuge sollte ebenfalls neue Arbeitsplätze schaffen.

### Auseinandersetzungen um den Programmentwurf
Der erste, vom Bundesvorstand verantwortete Entwurf des Wahlprogramms wurde von den beiden Sprechern des Bundesvorstandes, Gunda Röstel und Jürgen Trittin, am 13. Oktober 1997 unter dem Titel „Grün ist der Wechsel“ der Presse vorgestellt. Der Programmentwurf von Oktober 1997 enthielt unter anderem einen detaillierten Plan, den Benzinpreis bis 2005 schrittweise auf 4,30 DM anzuheben.
Nach der Präsentation kam es zunächst zu heftigen innerparteilichen Auseinandersetzungen über die außen- und sicherheitspolitischen Forderungen, aber auch über die wirtschafts- und finanzpolitischen Programmteile, insbesondere über die Forderung nach einem höheren Benzinpreis. Der Programmentwurf geriet unter scharfen Beschuss durch den realpolitisch ausgerichteten Flügel der Partei.
Am 15. Dezember präsentierten Gunda Röstel und Jürgen Trittin daraufhin einen überarbeiteten Programmentwurf, der insbesondere in seinem außenpolitischen Teil überarbeitet worden war. Unter anderem enthielt dieser nicht mehr die Forderung nach einem einseitigen Ausstieg der Bundesrepublik aus der NATO. Die Forderung nach einer deutlichen Erhöhung der Mineralölsteuer hingegen war weiterhin enthalten und nun war sogar die Erhöhung des Benzinpreises auf 5 DM innerhalb von zehn Jahren, also bis 2008, geplant. Nach einer einmaligen Erhöhung der Mineralölsteuer im ersten Jahr um 50 Pfennig sollte sie in den Folgejahren schrittweise um jeweils 30 Pfennig ansteigen. Dieser zweite Entwurf wurde vom 10. bis 11. Januar 1998 von den Delegierten des Länderrates in Erfurt diskutiert.

## Die Bundesdelegiertenkonferenz
Da die Umfragen auf eine Wechselstimmung in der Bevölkerung hindeuteten und eine Regierungsbeteiligung der Grünen in einer rot-grünen Koalition somit als möglich oder sogar als wahrscheinlich galt, wurde der Parteitag mit besonderem öffentlichen Interesse verfolgt.

### Absprachen im Vorfeld
Im Vorfeld der Bundesdelegiertenkonferenz verständigten sich die Parteiflügel auf ein Junktim, demzufolge der realpolitische Flügel um Joschka Fischer der Mineralölsteuererhöhung zustimmen, während der linke Flügel um Jürgen Trittin eine Verlängerung des SFOR-Mandates der Bundeswehr (GECONSFOR) in Bosnien und Herzegowina ermöglichen sollte.

### Abstimmungen
Der Programmpunkt zur Erhöhung der Mineralölsteuer wurde trotz deutlicher Warnungen etlicher Redner angenommen. Fischer rief den Delegierten, nach erfolgter Annahme des Antrages, unter tosendem Applaus zu: „Das kämpfen wir jetzt gemeinsam durch!“
Der Antrag, der die Zustimmung zu einer Verlängerung des SFOR-Mandates der Bundeswehr in Bosnien ermöglicht hätte, wurde entgegen den Absprachen im Vorfeld mit 275 gegen 274 Stimmen abgelehnt. Darüber hinaus sprachen sich die Grünen gegen die Beteiligung der Bundeswehr an „militärischer Friedenserzwingung“ und „Kampfeinsätze“ aus. Es rächte sich, dass Fischer, Trittin sowie Ludger Volmer den Kompromiss im kleinen Kreis ausgehandelt hatten, ohne die Parteibasis und die traditionell unberechenbare Bundesdelegiertenkonferenz ausreichend über seinen Sinn zu informieren. Keiner der drei hielt vor dem Plenum zu diesem Punkt eine Rede.
Die BDK bestimmte außerdem eine Verhandlungskommission, die nach einem möglichen Wahlsieg von Rot-Grün Koalitionsverhandlungen mit der SPD führen sollte.

## Reaktionen

### Öffentliches Echo
Das öffentliche Echo auf den Parteitag war für die Bündnisgrünen verheerend. Dabei konzentrierten sich die Medien fast ausschließlich auf die angestrebte Benzinpreiserhöhung und den Bosnien-Beschluss. Das langfristige Steuerkonzept wurde etlichen Wählerinnen und Wählern weniger beachtet. Die Forderung nach einem Benzinpreis von 5 Mark in den Medien wurden oft isoliert und ohne die entlastenden Maßnahmen des Gesamtpakets präsentiert. Besonders die Bild schürte die Angst, dass „noch in der Nacht nach einem rot-grünen Wahlsieg die Tankwarte auf die Leiter steigen und ein Schild mit dem Preis ‚Fünf Mark‘ anschrauben würden“, wie Joschka Fischer formulierte. Die Partei hatte vor dem Eintritt in die Regierung keine systematische Kommunikationsstrategie für die ökologische  Steuerreform vorgelegt.
Die konkurrierenden Parteien hatten nun ein „populistisch zugkräftiges Symbolthema zur Abgrenzung von den Grünen“. Nicht zuletzt die SPD nutzte diese Gelegenheit. SPD-Kanzlerkandidat Gerhard Schröder attestierte dem potentiellen Koalitionspartner unter anderem wegen der Benzinpreisforderung mangelnde Regierungsfähigkeit.
Die CDU führte unter Generalsekretär Peter Hintze eine Kampagne mit dem Motto Lass Dich nicht anzapfen.
Dass während der schwarz-gelben Regierungszeit die Mineralölsteuer immerhin um 49 Pfennig angestiegen war, drang dabei nicht an die Öffentlichkeit.
Die Partei bemühte sich, dem Eindruck entgegenzuwirken, sie bevormunde die Menschen. Am 14. Mai präsentierte sie eine Kurzfassung des Wahlprogramms, in dem die Forderung nach einer Benzinpreiserhöhung auf 5 Mark nicht mehr explizit enthalten war. Während sich die Parteistrategen bemühten, den Schaden in der öffentlichen Wahrnehmung zu begrenzen, verschärfte die grüne Bundestagsabgeordnete Halo Saibold das kommunikative Desaster noch durch ein Interview mit der Bild am 22. März, in dem sie behauptete, es sei durchaus ausreichend, „wenn die Deutschen nicht jedes Jahr, sondern nur alle fünf Jahre eine Urlaubsreise mit dem Flugzeug machen“. Deshalb solle man auch den Preis für Kerosin auf 5 Mark pro Liter erhöhen.

## Folgen
Hatte der realpolitische programmatische Wandel der Grünen in den 1990er-Jahren dazu geführt, neue Wählerschichten zu erschließen, so sank die Bereitschaft zur Wahl der Grünen durch die Diskussion um die Forderung nach einer Erhöhung des Benzinpreises auf 5 Mark deutlich, weil sie von vielen Wählern als eine Rückkehr zum grünen Fundamentalismus vergangener Jahre wahrgenommen wurde. Eine Minderheitsmeinung vertritt dagegen die Auffassung, die fehlende Rückendeckung der Parteispitze für die Steuer-Vorschläge habe dazu geführt, dass das Konzept mit den angestrebten ökologischen und verkehrlichen Vorteilen und der Senkung der Sozialabgaben nur wenig diskutiert wurde, und vielmehr eine Uneinigkeit innerhalb der Grünen zu Lasten der ökologisch orientierten Strömungen wahrgenommen wurde; die vehemente Kritik an den Steuerplänen wäre hingegen von Kreisen gekommen, die ohnehin nicht Grün wählen. Die langfristige, über mehrere Legislaturperioden geplante Benzinpreiserhöhung wurde nicht als Ehrlichkeit gegenüber den Wählern honoriert. Besonders Wechselwähler wurden von den Plänen verschreckt, während bei Stammwählern Erwartungen geschürt wurden, die dann nicht realisiert werden konnten.
Mit 6,7 Prozent erzielten die Grünen bei der Bundestagswahl ein relativ schwaches Ergebnis. Aufgrund des starken Ergebnisses der SPD reichte es aber für die erste rot-grüne Koalition auf Bundesebene. Einige der auf der BDK beschlossenen Forderungen wurden nach der Regierungsübernahme der rot-grünen Bundesregierung durch die Ökosteuer verwirklicht. Der 5-DM-Beschluss blieb aber ohne Folgen. In den Koalitionsvertrag wurde eine Erhöhung der Mineralölsteuer um lediglich sechs Pfennige aufgenommen, die die SPD bereits im Mai 1997 in einem Konzept zur Steuer- und Abgabenreform gefordert und für die sich Gerhard Schröder im Wahlkampf und noch einmal vor Beginn der Koalitionsverhandlungen nachdrücklich ausgesprochen hatte. Die Mineralölsteuer wurde zum 1. April 1999 erhöht, während die damit zu finanzierende Senkung von Sozialabgaben bereits zum 1. Januar 1999 erfolgte, so dass der Zusammenhang nicht sichtbar wurde. Trotz der nur zaghaften Schritte, mit der die Ökosteuer eingeführt wurde, blieb die Akzeptanz gering.

## Ursachenforschung
Die Ursachen für das kommunikative Desaster sind mehrfach wissenschaftlich analysiert worden. Für Christoph Egle war nicht zuletzt das Fehlen eines aktuellen Grundsatzprogramms mitverantwortlich dafür, dass die Grünen in kommunikationsstrategisch unkluger Weise kurzfristige Maßnahmen und langfristige Strategien vermischt hätten. Erst 2002 wurde nach dreijähriger Debatte ein neues Grundsatzprogramm mit dem Titel „Die Zukunft ist grün“ verabschiedet. Ein weiterer Grund sei die hohe Bereitschaft der Delegierten auf Bundesversammlungen, radikale Forderungen auch gegen den Parteivorstand durchzusetzen. Solche Überraschungen erschwerten langfristige Kommunikationsstrategien.
„Magdeburg“ steht seit 1998 als Symbol für eine Profilierung programmatischer Schärfe auf Kosten einer notwendigen Orientierung an gesellschaftlichen Mehrheitsverhältnissen und für wahltaktische Insensibilität.